# La Baussaine
Baussaine (bret. Baosan) – miejscowość i gmina we Francji, w regionie Bretania, w departamencie Ille-et-Vilaine.
Według danych na rok 1990 gminę zamieszkiwało 447 osób, a gęstość zaludnienia wynosiła 46 osób/km² (wśród 1269 gmin Bretanii Baussaine plasuje się na 857. miejscu pod względem liczby ludności, natomiast pod względem powierzchni na miejscu 847.).